# Прощайте, голуби
«Проща́йте, го́луби» — советский фильм-мелодрама 1960 года, снятый на Ялтинской киностудии Яковом Сегелем.

## Сюжет
Генка Сахненко учится в училище и работает. Но у него, практически взрослого и самостоятельного человека, есть одна тайна: после работы он залезает на голубятню. Увлечение голубями у него с детства. Генка доволен работой (он даже обхитрит своего коллегу, мастера Максима Петровича, любящего брать с жильцов за работу), но однажды, поранив руку, он попал в больницу, где подружился с медсестрой Таней. Однако через некоторое время по комсомольской путёвке Генке пришлось уехать работать в другой город, а своих голубей он подарил первокласснику.

## Съёмки
В 1960 году в Ялте проходил подготовительный период к съёмкам фильма «Прощайте, голуби». Режиссёр фильма Яков Сегель никак не мог подобрать актрису на главную роль простой девушки. Начали снимать без неё, а Сегель отправился в Севастополь на поиски натуры. У режиссёра болела голова, он зашёл в аптеку и там за прилавком увидел юную Савёлову, лишь год назад окончившую школу. У неё не было актёрского опыта, но именно это устроило режиссёра.
Съёмки в интерьерах проходили в Ялте, натурные съёмки целиком проходили в городе Киеве — на улице Крещатик, площади Калинина, в районе Первомайских новостроек по улице Авиации, бульваре Ленина (в т.ч. на площади Космонавтов), улице Уманской.

## В ролях
| Актёр               | Роль                                         |
| ------------------- | -------------------------------------------- |
| Алексей Локтев      | Гена Сахненко                                |
| Светлана Савёлова   | Таня Булатова                                |
| Савелий Крамаров    | Васька                                       |
| Валентина Телегина  | Мария Ефимовна                               |
| Сергей Плотников    | Максим Петрович                              |
| Леонид Галлис       | Константин Булатов                           |
| Антонина Максимова  |                                              |
| Пётр Вескляров      | Илья Захарович                               |
| Вера Предаевич      | экскурсовод                                  |
| Анна Николаева      | Ольга Булатова                               |
| Валентин Брылеев    | покупатель мотоцикла                         |
| Александр Сумароков | прохожий с зонтом                            |
| Ольга Наровчатова   | „Джульетта“, диспетчер райконторы «Киевгаза» |